# Heirits Erzsébet
Heirits Erzsébet, Jurik Gyuláné (Kolozsvár, 1938. november 7. –) kétszeres Európa-bajnok asztaliteniszező, edző.
1952-től a Budapesti Vasas, 1957-től az FTC (Ferencvárosi Torna Club),  1958-tól a Budapesti Vörös Meteor, majd 1960-tól ismét az FTC asztaliteniszezője volt. 1960-tól 1970-ig szerepelt a magyar válogatottban. A világbajnokságokon három, az Európa-bajnokságokon öt érmet nyert. Legjelentősebb egyéni eredménye az 1964. évi Európa-bajnokságon elért második helyezés. A válogatottságról 1970-ben mondott le, de egyesületében 1973-ig versenyzett.
1982-ben a Testnevelési Főiskola Továbbképző Intézetében edzői oklevelet szerzett. 1980-tól 1988-ig a Kanizsa Bútor asztalitenisz szakosztályának edzője volt.

## Sporteredményei
- háromszoros világbajnoki 3. helyezett:
  - 1963, Prága: csapat (Kóczián Éva, Máthé Sára, Poór Éva)
  - 1967, Stockholm: 
    - női páros (Kóczián Éva)
    - csapat (Kisházi Beatrix, Kóczián Éva, Máthé Sára)
- kétszeres Európa-bajnok:
  - 1966, London:
    - női páros (Kóczián Éva)
    - csapat (Kóczián Éva, Máthé Sára)
- kétszeres Európa-bajnoki 2. helyezett:
  - 1964, Malmö:
    - egyes
    - csapat (Kóczián Éva, Máthé Sára, Papp Angéla)
- Európa-bajnoki 3. helyezett:
  - 1964, Malmö: vegyes páros (Faházi János)
- Európa-bajnoki 4. helyezett:
  - 1968, Lyon: csapat (Kisházi Beatrix, Kóczián Éva, Papp Angéla)
- Tízek-bajnok (1963, 1965, 1968, 1969)
- kilencszeres magyar bajnok:
  - női páros: 1962, 1963, 1965, 1968
  - csapat: 1954, 1955, 1965, 1967, 1968